# Geelskov
Geelskov är en skog i Danmark. Den ligger i Region Hovedstaden, i den östra delen av landet. Geelskov ligger på ön Sjælland. Kring skogen förekommer samhällen.